# Irene Lalji
Irene Lalji, een tijd lang gehuwd Asarfi (? – 2 november 2021), was een Surinaams advocate, columniste en presentatrice. Haar laatste grote zaak als strafadvocate vormde de verdediging van oud-minister Gillmore Hoefdraad.

## Biografie
Haar vader was goudsmid; haar moeder was eerst huisvrouw en werd schoonmaakster op scholen toen het economische tij zwaarder werd. Zelf begon ze haar loopbaan op het Bureau Wetgeving op het ministerie van Financiën en stapte later over naar de griffie van de kantonrechtbank, met het doel om griffier te worden. Ze studeerde af in de rechten aan de Anton de Kom Universiteit van Suriname. Omdat het niet boterde tussen haar en de leiding op haar werk, stapte ze de advocatuur in. In de stagejaren die volgden kreeg ze geen loon en werd ze gesteund door haar toenmalige man. Samen hadden ze een zoon.
Haar mentor op het gebied van strafrecht was in deze jaren meester Oscar Koulen, en gedeeltelijk ook Irwin Kanhai die aan hetzelfde advocatenkantoor verbonden was. Daarnaast had ze nog twee andere mentoren op het gebied van civiel recht. In 1998 werd ze toegelaten als advocaat en begon ze haar eigen advocatenkantoor. Naast haar werk als advocate nam ze het op voor betere werkomstandigheden in het gerechtsgebouw en voor RBN presenteerde ze het televisieprogramma DeJure, waarin ze inging op eenvoudige juridische vraagstukken waar burgers mee te maken kunnen krijgen. Verder schreef ze een tijd lang columns voor het Dagblad Suriname.
Lalji nam tal van zaken aan op terreinen als drugshandel, geweldpleging, huiselijk geweld en zedenmisdrijven. Ook diende ze in zaken die veel publiciteit trokken, zoals in de verdediging van de zoon van minister Roline Samsoedien en in het corruptieproces rondom de Surinaamse Postspaarbank (SPSB) als advocate van de Trinidadiaanse verdachte. Ook verdedigde ze oud-minister Gillmore Hoefdraad in de corruptieschandaal rondom De Surinaamsche Bank. Aan het begin van de coronacrisis in Suriname behartigde ze de belangen van een groep van 150 gestrande SLM-reizigers.
In oktober 2021 beklaagde ze zich over het coronabeleid van de regering vanwege de extra kosten voor de coronatesten voor werknemers die zich niet willen vaccineren tegen COVID-19. Zelf was ze eveneens ongevaccineerd. Ze was bekend met onderliggende aandoeningen en werd medio oktober met een coronabesmetting opgenomen in het ziekenhuis. In de ochtend van 2 november 2021 overleed ze aan de gevolgen van de virusziekte.